# Брег
Брег (ијек. бријег) је позитивна форма рељефа невелике релативне висине. Његове падине су благе и углавном мање од тридесет степени, врх је округао, а подножје је слабо изражено. Релативна висина брега је до 200 метара. Сваки облик виши од тога сматра се брдом. Најбољи пример за ову форму рељефа је Тителски брег у Бачкој.